# Rock Against Bush, Vol. 2
Albums de divers, compilation
Rock Against Bush, Vol. 1
(2004)
Rock Againt Bush, Vol 2 est le second album compilation du projet Rock Against Bush de Fat Mike et de son label Fat Wreck Chords.

## Track listing
1. Favorite Son - Green Day – 2:13 *
2. Let Them Eat War - Bad Religion – 2:58
3. Unity - Operation Ivy – 2:14
4. Necrotism: Decanting the Insalubrious (Cyborg Midnight) Part 7 - The Lawrence Arms – 1:48 *
5. We Got the Power - Dropkick Murphys – 2:45 *
6. Drunken Lullabies - Flogging Molly – 3:49
7. Doomsday Breach - Only Crime – 2:15
8. Gas Chamber - Foo Fighters – 0:55 *
9. Status Pools - Lagwagon – 2:36 *
10. What You Say - Sugarcult – 2:36
11. 7 Years Down - Rancid – 2:33
12. Off With Your Head - Sleater-Kinney – 2:26 *
13. Scream Out - The Unseen – 2:48 *
14. Violins - Yellowcard – 3:33 *
15. Like Sprewells on a Wheelchair - Dillinger Four – 3:41 *
16. Chesterfield King (Live) - Jawbreaker – 4:03 *
17. Born Free (Live) - The Bouncing Souls – 1:45 *
18. No Hope (Live) - Mad Caddies – 1:41 *
19. Kids Today - Dwarves – 1:25 *
20. Can't Wait to Quit - Sick of it All – 2:09 *
21. Comforting Lie - No Doubt – 2:52
22. State of Fear - Useless ID – 3:12 *
23. I'm Thinking - Autopilot Off – 2:50 *
24. My Star - The (International) Noise Conspiracy – 2:35 *
25. Time's Up - Donots – 3:24 *
26. Kill the Night - Hot Water Music – 2:42 *
27. You're Gonna Die - Thought Riot – 2:36
28. Fields of Agony (Acoustic) - No Use For A Name – 2:45 *

* chanson originale / non déjà sortie sur un enregistrement antérieur

## Enregistrement original des chansons déjà enregistrées
- Let Them Eat War extrait de l'album The Empire Strikes First de Bad Religion
- Drunken Lullabies extrait de l'album éponyme de Flogging Molly
- Doomsday Breach extrait de l'album To the Nines de Only Crime
- What You Say extrait de l'album Palm Trees and Power Lines de Sugarcult
- 7 Years Down extrait de l'album Let's Go de Rancid
- Comforting Lie extrait de l'album Return of Saturn de No Doubt
- You're Gonna Die extrait de l'album Sketches of Undying Will de Thought Riot